# Kurussaivo
Kurussaivo är en sjö i Kiruna kommun i Lappland och ingår i Torneälvens huvudavrinningsområde. Sjön har en area på 0,137 kvadratkilometer och ligger 382,7 meter över havet. Kurussaivo ligger i Torne och Kalix älvsystem Natura 2000-område.

## Delavrinningsområde
Kurussaivo ingår i det delavrinningsområde (759044-177973) som SMHI kallar för Utloppet av Kurusjärvi. Medelhöjden är 393 meter över havet och ytan är 4,42 kvadratkilometer. Det finns inga avrinningsområden uppströms utan avrinningsområdet är högsta punkten. Vattendraget som avvattnar avrinningsområdet har biflödesordning 5, vilket innebär att vattnet flödar genom totalt 5 vattendrag innan det når havet efter 416 kilometer. Avrinningsområdet består mestadels av skog (68 procent) och sankmarker (14 procent). Avrinningsområdet har 0,82 kvadratkilometer vattenytor vilket ger det en sjöprocent på 18,6 procent.